# Монтебруно
Монтебру̀но (на италиански: Montebruno; на лигурски: Montebrûn, Монтебрун) е село и община в Северна Италия, провинция Генуа, регион Лигурия. Разположено е на 655 m надморска височина. Населението на общината е 218 души (към 2011 г.).